# Jordan Pickford
Jordan Lee Pickford (Washington, 7 maart 1994) is een Engels voetballer die dienst doet als doelman. Hij tekende in juni 2017 bij Everton. Dat betaalde circa €28.500.000,- voor hem aan Sunderland, dat daarbij tot circa €5.700.000,- aan eventuele bonussen in het vooruitzicht kreeg. Pickford debuteerde in 2017 in het Engels voetbalelftal.

## Clubcarrière

### Sunderland
Pickford werd op zijn zeventiende opgenomen in de jeugd van Sunderland. Dat verhuurde hem van 2011 tot en met 2015 aan clubs spelend in achtereenvolgens het vijfde, vierde en derde niveau van Engeland, respectievelijk bij Darlington FC, Alfreton Town FC, Burton Albion, Carlisle United en Bradford City. In het seizoen 2015/16 speelde hij op huurbasis bij Preston North End, dat uitkwam in de Championship, het op-een-na hoogste niveau van Engeland. Halverwege dat seizoen werd hij teruggehaald naar Sunderland, dat op dat moment in de degradatieplekken bivakkeerde maar uiteindelijk als zeventiende ternauwernood degradatie ontliep. Gedurende het seizoen 2016/17 was hij eerste doelman van Sunderland, op dat moment actief in de Premier League. Hij degradeerde dat jaar met zijn ploeggenoten naar de Championship. Hij keepte in 24 van de 38 competitiewedstrijden dat seizoen en kwam in totaal 35 wedstrijden voor Sunderland. 

### Everton
Pickford tekende in juni 2017 een contract tot medio 2022 bij Everton, de nummer zeven van de Premier League in het voorgaande seizoen. Dat betaalde circa €28.500.000,- voor hem aan Sunderland, dat daarbij tot circa €5.700.000,- aan eventuele bonussen in het vooruitzicht kreeg. Dit maakte hem op dat moment de duurste Britse doelman ooit. Pickford en Everton verlengden zijn contract in september 2018 tot medio 2024. In de UEFA Europa League-kwalificatiewedstrijd tegen Ruzomberok op 27 juli nog tweede keeper achter Maarten Stekelenburg, maar een week later maakte hij tegen de Slowaakse club zijn debuut voor Everton. Hij speelde daarna alle competitiewedstrijden dat seizoen en zat slechts tijdens één bekerduel op de bank, achter Stekelenburg. Hij werd dat seizoen in de Europa League derde achter Atalanta Bergamo en Olympique Lyon. Hij werd dat seizoen uitgeroepen tot Speler van het Jaar van Everton.
Pickford was niet onfeilbaar bij Everton. Op 2 december 2018 maakte hij tegen stadsgenoot en rivaal Liverpool FC een fout in de allerlaatste minuut doordat hij een mislukte volley van Virgil van Dijk totaal verkeerd inschatte. Daardoor kon Divock Origi van dichtbij binnenkoppen. Het seizoen erop worstelde hij met zijn vorm. Hij maakte vier fouten die tot directe tegendoelpunten leidden, het hoogste aantal persoonlijke fouten van alle keepers in de competitie dat seizoen. Alleen Chelsea FC-doelman Kepa Arrizabalaga hield dat seizoen minder schoten tegen dan Pickford. Trainer Carlo Ancelotti bleef echter vertrouwen houden in zijn doelman.
Everton begon het seizoen 2020/21 met vier overwinningen in de eerste vier wedstrijden, wat de club voor het laatste in het seizoen 1969/70 voor elkaar had gekregen. In de vijfde speelronde trof het rivaal Liverpool (2-2 gelijkspel) en die wedstrijd kwam hij in opspraak vanwege zijn tackle op Virgil van Dijk, waardoor deze na zes minuten moest worden gewisseld met een ernstige kruisbandblessure. Later bleek, dat het einde van zijn seizoen bij Liverpool en ook dat hij niet mee kon naar het uitgestelde EK van 2021. 
Op 25 mei 2022 werd Pickford onieuw verkozen tot speler van het seizoen bij Everton. Drie dagen later ontving hij de prijs Castrol Save of the Season in de wedstrijd tegen Chelsea FC, waarbij Mason Mount met zijn schot beide doelpalen raakte en Pickford de rebound van Cesar Azpilicueta wist te keren, mede waardoor Everton dat duel met 1-0 won. Op 24 februari 2023 verlengde Pickford zijn contract bij Everton tot de zomer van 2027.

## Clubstatistieken
| Seizoen                    | Club                | Competitie      | Competitie | Competitie | Beker | Beker | Internationaal | Internationaal | Totaal | Totaal |
| Seizoen                    | Club                | Competitie      | Wed.       | Dlp.       | Wed.  | Dlp.  | Wed.           | Dlp.           | Wed.   | Dlp.   |
| -------------------------- | ------------------- | --------------- | ---------- | ---------- | ----- | ----- | -------------- | -------------- | ------ | ------ |
| 2011/12                    | → Darlington        | National League | 17         | 0          | 0     | 0     | —              | —              | 17     | 0      |
| 2012/13                    | → Alfreton Town     | National League | 12         | 0          | 0     | 0     | —              | —              | 12     | 0      |
| 2013/14                    | → Burton Albion     | League Two      | 12         | 0          | 1     | 0     | —              | —              | 13     | 0      |
| 2013/14                    | → Carlisle United   | League One      | 18         | 0          | 0     | 0     | —              | —              | 18     | 0      |
| 2014/15                    | → Bradford City     | League One      | 33         | 0          | 1     | 0     | —              | —              | 34     | 0      |
| 2015/16                    | → Preston North End | Championship    | 24         | 0          | 3     | 0     | —              | —              | 27     | 0      |
| 2015/16                    | Sunderland          | Premier League  | 2          | 0          | 1     | 0     | —              | —              | 3      | 0      |
| 2016/17                    | Sunderland          | Premier League  | 29         | 0          | 3     | 0     | —              | —              | 32     | 0      |
| 2017/18                    | Everton             | Premier League  | 38         | 0          | 2     | 0     | 6              | 0              | 46     | 0      |
| 2018/19                    | Everton             | Premier League  | 38         | 0          | 2     | 0     | —              | —              | 40     | 0      |
| 2019/20                    | Everton             | Premier League  | 38         | 0          | 5     | 0     | —              | —              | 43     | 0      |
| 2020/21                    | Everton             | Premier League  | 31         | 0          | 2     | 0     | —              | —              | 33     | 0      |
| 2021/22                    | Everton             | Premier League  | 35         | 0          | 2     | 0     | —              | —              | 37     | 0      |
| 2022/23                    | Everton             | Premier League  | 37         | 0          | 1     | 0     | —              | —              | 38     | 0      |
| 2023/24                    | Everton             | Premier League  | 38         | 0          | 4     | 0     | —              | —              | 42     | 0      |
| Carrière totaal            | Carrière totaal     | Carrière totaal | 402        | 0          | 27    | 0     | 6              | 0              | 435    | 0      |
| Bijgewerkt op 15 juli 2024 |                     |                 |            |            |       |       |                |                |        |        |

## Interlandcarrière
Pickford maakte deel uit van Engeland –16, Engeland –17, Engeland –18, Engeland –19 en Engeland –20. Hij debuteerde in 2015 in Engeland –21. Op 10 november 2017 maakte hij zijn debuut in het Engels voetbalelftal in een oefeninterland tegen Duitsland, net als Ruben Loftus-Cheek, Tammy Abraham, Joe Gomez en Jack Cork. Pickford maakte tevens deel uit van de Engelse selectie voor het WK 2018 in Rusland van bondscoach Gareth Southgate. Ook voor het EK 2021 en WK 2022 was hij eerste keeper voor Engeland. Hij werd op 6 juni 2024 door Southgate opgenomen in de Engelse selectie voor het EK 2024 in Duitsland. Engeland bereikte de finale, die het met 2–1 verloor van Spanje. Pickford miste op het toernooi geen minuut aan speeltijd.
| Interlands van Jorden Pickford voor Engeland | Interlands van Jorden Pickford voor Engeland | Interlands van Jorden Pickford voor Engeland | Interlands van Jorden Pickford voor Engeland | Interlands van Jorden Pickford voor Engeland | Interlands van Jorden Pickford voor Engeland | Interlands van Jorden Pickford voor Engeland |
| №                                            | Datum                                        | Wedstrijd                                    | Uitslag                                      | Soort wedstrijd                              | Doelpunten                                   |                                              |
| Als speler bij Everton                       | Als speler bij Everton                       | Als speler bij Everton                       | Als speler bij Everton                       | Als speler bij Everton                       | Als speler bij Everton                       | Als speler bij Everton                       |
| -------------------------------------------- | -------------------------------------------- | -------------------------------------------- | -------------------------------------------- | -------------------------------------------- | -------------------------------------------- | -------------------------------------------- |
| 1.                                           | 10 november 2017                             | Engeland – Duitsland                         | 0 – 0                                        | Vriendschappelijk                            |                                              |                                              |
| 2.                                           | 23 maart 2018                                | Nederland – Engeland                         | 0 – 1                                        | Vriendschappelijk                            |                                              |                                              |
| 3.                                           | 2 juni 2018                                  | Engeland - Nigeria                           | 2 – 1                                        | Vriendschappelijk                            |                                              |                                              |
| 4.                                           | 18 juni 2018                                 | Tunesië – Engeland                           | 1 – 2                                        | WK 2018                                      |                                              |                                              |
| 5.                                           | 24 juni 2018                                 | Panama – Engeland                            | 1 – 6                                        | WK 2018                                      |                                              |                                              |
| 6.                                           | 28 juni 2018                                 | Engeland – België                            | 0 – 1                                        | WK 2018                                      |                                              |                                              |
| 7.                                           | 3 juli 2018                                  | Colombia – Engeland                          | 1 – 1                                        | WK 2018                                      |                                              |                                              |
| 8.                                           | 7 juli 2018                                  | Engeland – Zweden                            | 2 – 0                                        | WK 2018                                      |                                              |                                              |
| 9.                                           | 11 juli 2018                                 | Kroatië – Engeland                           | 2 – 1                                        | WK 2018                                      |                                              |                                              |
| 10.                                          | 14 juli 2018                                 | België – Engeland                            | 2 – 1                                        | WK 2018                                      |                                              |                                              |
| 11.                                          | 8 september 2018                             | Engeland – Spanje                            | 1 – 2                                        | Nations League 2018/19                       |                                              |                                              |
| 12.                                          | 12 oktober 2018                              | Kroatië – Engeland                           | 0 – 0                                        | Nations League 2018/19                       |                                              |                                              |
| 13.                                          | 15 oktober 2018                              | Spanje – Engeland                            | 2 – 3                                        | Nations League 2018/19                       |                                              |                                              |
| 14.                                          | 15 november 2018                             | Engeland – Verenigde Staten                  | 3 – 0                                        | Vriendschappelijk                            |                                              |                                              |
| 15.                                          | 18 november 2018                             | Engeland – Kroatië                           | 2 – 1                                        | Nations League 2018/19                       |                                              |                                              |
| 16.                                          | 22 maart 2019                                | Engeland – Tsjechië                          | 5 – 0                                        | Kwalificatie EK 2020                         |                                              |                                              |
| 17.                                          | 25 maart 2019                                | Montenegro – Engeland                        | 1 – 5                                        | Kwalificatie EK 2020                         |                                              |                                              |
| 18.                                          | 6 juni 2019                                  | Nederland – Engeland                         | 3 – 1                                        | Nations League 2018/19                       |                                              |                                              |
| 19.                                          | 9 juni 2019                                  | Zwitserland – Engeland                       | 0 – 0                                        | Nations League 2018/19                       |                                              |                                              |
| 20.                                          | 7 september 2019                             | Engeland – Bulgarije                         | 4 – 0                                        | Kwalificatie EK 2020                         |                                              |                                              |
| 21.                                          | 10 september 2019                            | Engeland – Kosovo                            | 5 – 3                                        | Kwalificatie EK 2020                         |                                              |                                              |
| 22.                                          | 11 oktober 2019                              | Tsjechië – Engeland                          | 2 – 1                                        | Kwalificatie EK 2020                         |                                              |                                              |
| 23.                                          | 14 oktober 2019                              | Bulgarije – Engeland                         | 0 – 6                                        | Kwalificatie EK 2020                         |                                              |                                              |
| 24.                                          | 14 november 2019                             | Engeland – Montenegro                        | 7 – 0                                        | Kwalificatie EK 2020                         |                                              |                                              |
| 25.                                          | 5 september 2020                             | IJsland – Engeland                           | 0 – 1                                        | Nations League 2020/21                       |                                              |                                              |
| 26.                                          | 8 september 2020                             | Denemarken – Engeland                        | 0 – 0                                        | Nations League 2020/21                       |                                              |                                              |
| 27.                                          | 11 oktober 2020                              | Engeland – België                            | 2 – 1                                        | Nations League 2020/21                       |                                              |                                              |
| 28.                                          | 14 oktober 2020                              | Engeland – Denemarken                        | 0 – 1                                        | Nations League 2020/21                       |                                              |                                              |
| 29.                                          | 15 november 2020                             | België – Engeland                            | 2 – 0                                        | Nations League 2020/21                       |                                              |                                              |
| 30.                                          | 18 november 2020                             | Engeland – IJsland                           | 4 – 0                                        | Nations League 2020/21                       |                                              |                                              |
| 31.                                          | 2 juni 2021                                  | Engeland – Oostenrijk                        | 1 – 0                                        | Vriendschappelijk                            |                                              |                                              |
| 32.                                          | 13 juni 2021                                 | Engeland – Kroatië                           | 1 – 0                                        | EK 2020                                      |                                              |                                              |
| 33.                                          | 18 juni 2021                                 | Engeland – Schotland                         | 0 – 0                                        | EK 2020                                      |                                              |                                              |
| 34.                                          | 22 juni 2021                                 | Tsjechië – Engeland                          | 0 – 1                                        | EK 2020                                      |                                              |                                              |
| 35.                                          | 29 juni 2021                                 | Engeland – Duitsland                         | 2 – 0                                        | EK 2020                                      |                                              |                                              |
| 36.                                          | 3 juli 2021                                  | Oekraïne – Engeland                          | 0 – 4                                        | EK 2020                                      |                                              |                                              |
| 37.                                          | 7 juli 2021                                  | Engeland – Denemarken                        | 2 – 1                                        | EK 2020                                      |                                              |                                              |
| 38.                                          | 11 juli 2021                                 | Italië – Engeland                            | 1 – 1                                        | EK 2020                                      |                                              |                                              |
| 39.                                          | 2 september 2021                             | Hongarije – Engeland                         | 0 – 4                                        | Kwalificatie WK 2022                         |                                              |                                              |
| 40.                                          | 8 september 2021                             | Polen – Engeland                             | 1 – 1                                        | Kwalificatie WK 2022                         |                                              |                                              |
| 41.                                          | 12 oktober 2021                              | Engeland – Hongarije                         | 1 – 1                                        | Kwalificatie WK 2022                         |                                              |                                              |
| 42.                                          | 12 november 2021                             | Engeland – Albanië                           | 5 – 0                                        | Kwalificatie WK 2022                         |                                              |                                              |
| 43.                                          | 26 maart 2022                                | Engeland – Zwitserland                       | 2 – 1                                        | Vriendschappelijk                            |                                              |                                              |
| 44.                                          | 4 juni 2022                                  | Hongarije – Engeland                         | 1 – 0                                        | Nations League 2022/23                       |                                              |                                              |
| 45.                                          | 7 juni 2022                                  | Duitsland – Engeland                         | 1 – 1                                        | Nations League 2022/23                       |                                              |                                              |
| 46.                                          | 21 november 2022                             | Engeland – Iran                              | 6 – 2                                        | WK 2022                                      |                                              |                                              |
| 47.                                          | 25 november 2022                             | Engeland – Verenigde Staten                  | 0 – 0                                        | WK 2022                                      |                                              |                                              |
| 48.                                          | 29 november 2022                             | Wales – Engeland                             | 0 – 3                                        | WK 2022                                      |                                              |                                              |
| 49.                                          | 4 december 2022                              | Engeland – Senegal                           | 3 – 0                                        | WK 2022                                      |                                              |                                              |
| 50.                                          | 10 december 2022                             | Engeland – Frankrijk                         | 1 – 2                                        | WK 2022                                      |                                              |                                              |
| 51.                                          | 23 maart 2023                                | Italië – Engeland                            | 1 – 2                                        | Kwalificatie EK 2024                         |                                              |                                              |
| 52.                                          | 26 maart 2023                                | Engeland – Oekraïne                          | 2 – 0                                        | Kwalificatie EK 2024                         |                                              |                                              |

Bijgewerkt op 1 mei 2023.
1 Pickford ·
2 Patterson ·
5 Keane ·
6 Tarkowski ·
7 McNeil ·
8 Mangala ·
9 Calvert-Lewin ·
10 Ndiaye ·
11 Harrison ·
12 Virgínia ·
14 Beto ·
14 O'Brien ·
16 Doucouré ·
17 Chermiti ·
18 Young ·
19 Mykolenko ·
22 Broja ·
23 Coleman  ·
27 Gueye ·
29 Lindstrøm ·
31 Begović ·
32 Branthwaite ·
37 Garner ·
42 Iroegbunam ·
75 Dixon ·
Coach: Dyche
· Assistent-coach: Stone
· Assistent-coach: Woan
· Keeperstrainer: Kelly
1 Butland ·
2 Walker ·
3 Rose ·
4 Jones ·
5 Stones ·
6 Cahill ·
7 Sterling ·
8 Henderson ·
9 Vardy ·
10 Kane  ·
11 Welbeck ·
12 Trippier ·
13 Pickford ·
14 Lingard ·
15 Maguire ·
16 Delph ·
17 Dier ·
18 Young ·
19 Loftus-Cheek ·
20 Alli ·
21 Alexander-Arnold ·
22 Rashford ·
23 Pope ·
Coach: Tuchel
1 Pickford ·
2 Walker ·
3 Shaw ·
4 Rice ·
5 Stones ·
6 Maguire ·
7 Grealish ·
8 J. Henderson ·
9 Kane  ·
10 Sterling ·
11 Rashford ·
12 Trippier ·
13 D. Henderson ·
13 Ramsdale ·
14 Phillips ·
15 Mings ·
16 Coady ·
17 Sancho ·
18 Calvert-Lewin ·
19 Mount ·
20 Foden ·
21 Chilwell ·
22 White ·
23 Johnstone ·
24 James ·
25 Saka ·
26 Bellingham ·
Coach: Southgate
1 Pickford ·
2 Walker ·
3 Shaw ·
4 Rice ·
5 Stones ·
6 Maguire ·
7 Grealish ·
8 Henderson ·
9 Kane  ·
10 Sterling ·
11 Rashford ·
12 Trippier ·
13 Pope ·
14 Phillips ·
15 Dier ·
16 Coady ·
17 Saka ·
18 Alexander-Arnold ·
19 Mount ·
20 Foden ·
21 White ·
22 Bellingham ·
23 Ramsdale ·
24 Wilson ·
25 Maddison ·
26 Gallagher ·
Coach: Southgate
1 Pickford ·
2 Walker ·
3 Shaw ·
4 Rice ·
5 Stones ·
6 Guéhi ·
7 Saka ·
8 Alexander-Arnold ·
9 Kane  ·
10 Bellingham ·
11 Foden ·
12 Trippier ·
13 Ramsdale ·
14 Konsa ·
15 Dunk ·
16 Gallagher ·
17 Toney ·
18 Gordon ·
19 Watkins ·
20 Bowen ·
21 Eze ·
22 Gomez ·
23 Henderson ·
24 Palmer ·
25 Wharton ·
26 Mainoo ·
Coach: Southgate